# Aukusti Sihvola
Aukusti Sihvola (n. 7 martie 1895, Sippola⁠(d), Marele Principat al Finlandei, Imperiul Rus – d. 18 iunie 1947, Luumäki, Kymen lääni⁠(d), Finlanda) a fost un luptător ce a reprezentat Finlanda, medaliat olimpic. A participat la o ediție a Jocurilor Olimpice (1928) în care a câștigat o medalie de argint.

## Participări
Lista de mai jos prezintă principalele competiții la care a participat Aukusti Sihvola de-a lungul carierei.
- wrestling at the 1928 Summer Olympics – men's freestyle heavyweight[*]